# مدین (روستا)
 مدین  به عربی ( مدین  )، روستایی است در دهستان 

## جمعیت
جمعیت آن (۶۴) نفر (۷ خانوار) می‌باشد.